# River Stour (Ärmelkanal)
Der ca. 98 km lange River Stour in der südenglischen Grafschaft (county) Dorset ist ein in den Ärmelkanal mündender Küstenfluss.

## Verlauf
Der River Stour entspringt beim Park und Ort Stourhead in Wiltshire. Er durchfließt den Südwesten des Landschaftsschutzgebiets der Cranborne Chase and West Wiltshire Downs (AONB), fließt südöstlich am Ort Wimborne Minster vorbei, passiert den Norden von Bournemouth und mündet ca. 3 km südöstlich der Stadt Christchurch in den Ärmelkanal.

## Kleinstädte
- Gillingham (Dorset)
- Sturminster Newton
- Blandford Forum
- Wimborne Minster
- Christchurch (Dorset)

## Sehenswürdigkeiten
- Die Parkanlage von Stourhead (18.–20. Jh.) mit ihren antikisierenden Bauten gehört zu den schönsten Gartenanlagen Englands.
- Die mit Holzdecken versehene ehemalige Abteikirche von Wimborne Minster (12.–13. Jh.) ist eine der schönsten Kirchen Südenglands. Hervorzuheben ist ihr normannischer Laternenturm.
- Die zur Gänze gewölbte Christchurch-Priory-Kirche (13.–15. Jh.) zeigt anglo-normannische Einflüsse.